# Коле ди Сора I (Фрозиноне)
Коле ди Сора I је насеље у Италији у округу Фрозиноне, региону Лацио.
Према процени из 2011. у насељу је живело 25 становника. Насеље се налази на надморској висини од 459 м.